# Jatwieź (rejon korelicki)
Jatwieź (biał. Ятвезь, Jatwieź; ros. Ятвезь, Jatwieź) – wieś na Białorusi, w obwodzie grodzieńskim, w rejonie korelickim, w sielsowiecie Rajca, w pobliżu jeziora Świteź.
Graniczy z Świteziańskim Rezerwatem Krajobrazowym.

## Historia
W XIX i w początkach XX w. położona była w Rosji, w guberni mińskiej, w powiecie nowogródzkim, w gminie Rajce.
W dwudziestoleciu międzywojennym leżała w Polsce, w województwie nowogródzkim, w powiecie nowogródzkim, w gminie Rajce. W 1921 miejscowość liczyła 53 mieszkańców, zamieszkałych w 12 budynkach, wyłącznie Białorusinów wyznania prawosławnego.
Po II wojnie światowej w granicach Związku Sowieckiego. Od 1991 w niepodległej Białorusi.